# 纯色树鹛
纯色树鹛（学名：Malacopteron affine），是画眉科树鹛属的一种，分布于文莱、泰国、印度尼西亚和马来西亚。该物种的保护状况被评为近危。
纯色树鹛的平均体重约为17.1克。栖息地包括种植园、亚热带或热带的沼泽林、亚热带或热带的湿润低地林、亚热带或热带严重退化的前森林和河流、溪流。